# Hans Goger
Hans Goger (* 16. April 1906 in Oberschützen; † 1978) war ein österreichischer, nationalsozialistischer Politiker und Gaupropagandaleiter. Er wurde am 15. März 1938 von Gauleiter Tobias Portschy zum Mitglied des Burgenländischen Landtags ernannt.
Goger lebte in den 1920er Jahren in Jena und unternahm mit seinem Freund, dem späteren Gauleiter Tobias Portschy, Kulturreisen nach Weimar, Erfurt und Leipzig. Er trat zum 9. Dezember 1931 in die NSDAP ein (Mitgliedsnummer 687.103). Goger wurde von Portschy in einem Schreiben als einer seiner Stellvertreter genannt und war während der Zeit der Illegalität für die NSDAP aktiv. Nach der Machtübernahme der Nationalsozialisten leitete Goger das Reichspropagandaamt Niederdonau, war Landeskulturverwalter der Reichskulturkammer, Landesstellenleiter des Ministeriums für Volksaufklärung und Propaganda sowie Leiter der Hauptstelle Kultur in der Gauleitung der NSDAP.